# Proasellus orientalis
Proasellus orientalis är en kräftdjursart som först beskrevs av Boris Sket1965.  Proasellus orientalis ingår i släktet Proasellus och familjen sötvattensgråsuggor. Inga underarter finns listade i Catalogue of Life.